# Catedral de Abancay
La Catedral de Abancay o Catedral de la Virgen del Rosario es el nombre que recibe un edificio religioso que está afiliado a la Iglesia Católica y se encuentra ubicado en la ciudad de Abancay en el Departamento de Apurímac al sureste del país sudamericano de Perú.
El edificio probablemente se empezó a construir en el año 1645, durante la época en que el territorio era una colonia española. La construcción ha sufrido modificaciones en su estructura y refacciones varias veces. La catedral se caracteriza por una arquitectura simple, tiene una sola torre con un campanario. En 1970 el edificio actual fue remodelado completamente. En octubre de cada año se celebran las fiestas en honor a la Virgen María en su advocación del Rosario.
Se encuentra bajo la responsabilidad pastoral del obispo Gilberto Gómez González.

## Galería

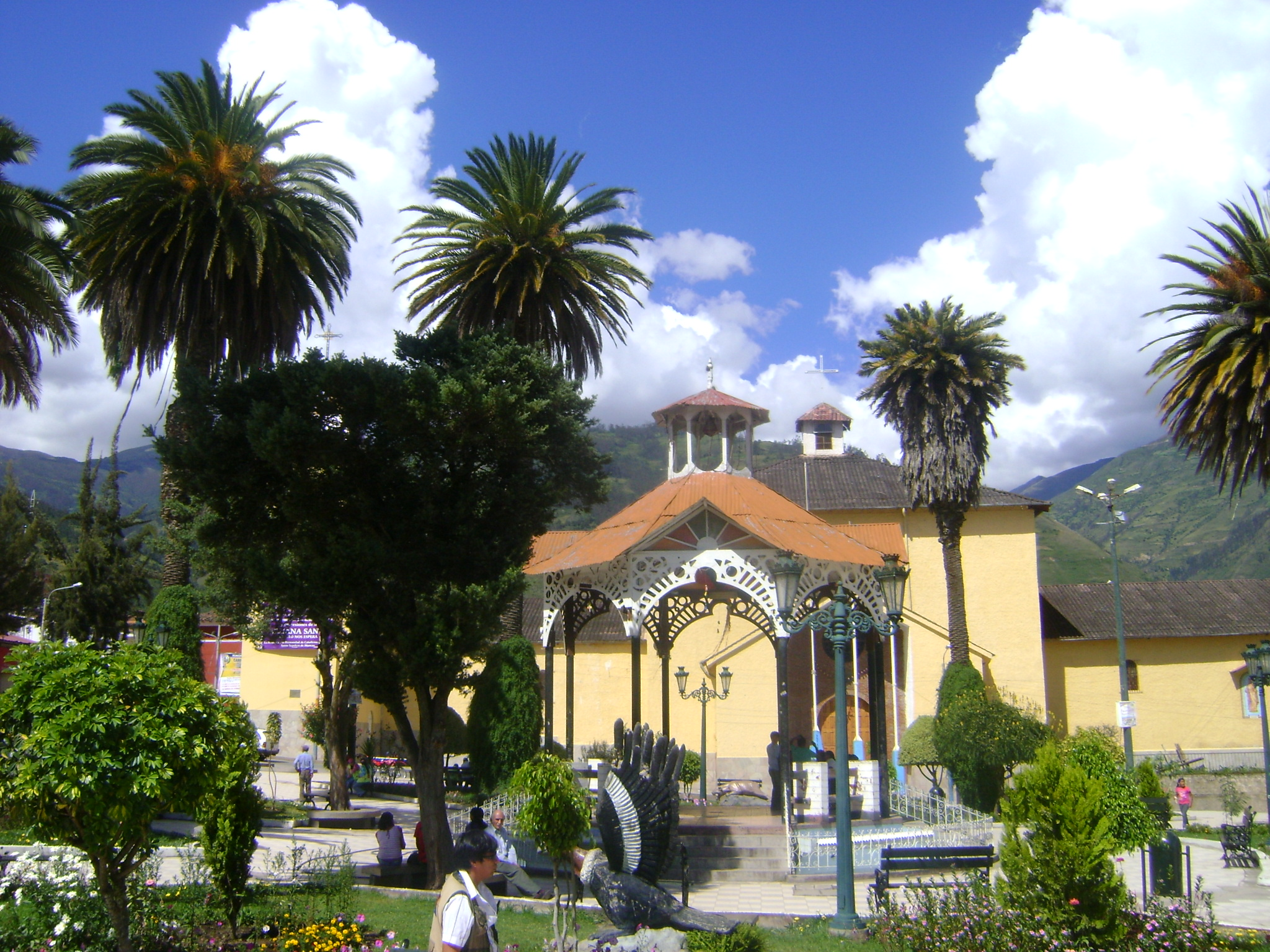
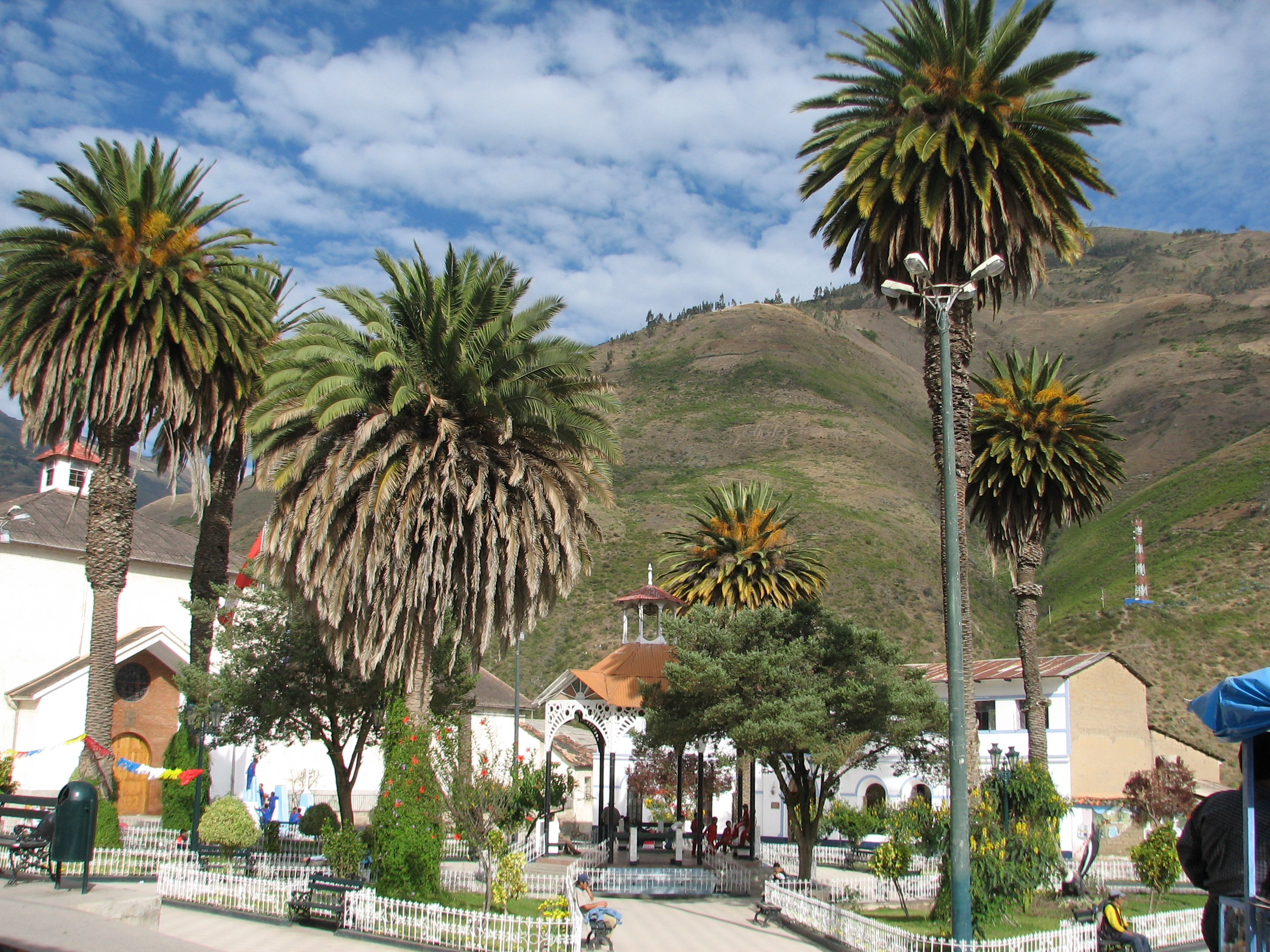